# Jane Plank
Jane Plank (* 20. Juli 1979 in Minneapolis, Minnesota) ist eine US-amerikanische Schauspielerin und Sängerin.

## Leben
Plank wuchs in einer Künstlerfamilie auf. Mit 12 Jahren besuchte sie ein offenes Casting für den Film Mighty Ducks – Das Superteam und bekam die Rolle der Tammy Duncan. Daneben wandte sie sich der Musik zu. Mit 15 Jahren absolvierte sie Auftritte mit einem „All State Choir“. Nachdem sie 1996 in einer Nebenrolle als Sängerin im Film Versprochen ist versprochen auftrat, beendete sie ihre Schauspielkarriere, um sich mehr auf die Musik zu konzentrieren. Sie studierte an der University of Wisconsin Eau Claire und belegte Musik als Nebenfach. Während des Studiums war sie Teil des Nationally Renown Vocal Jazz Ensembles. Später begann sie als Sängerin und Songwriterin zu arbeiten.
Mit ihrer Frau Katelyn gründete Plank den Buchverlag Plank Books. Zusammen veröffentlichten sie 2020 ihr erstes Kinderbuch These Are My Pants – Sam's Giving Adventure.

## Filmografie
- 1992: Mighty Ducks – Das Superteam (The Mighty Ducks)
- 1996: Versprochen ist versprochen (Jingle All the Way)

## Auszeichnungen
Gemeinsam mit den anderen Darstellern des Eishockeyteams im Film Mighty Ducks wurde Plank für den Young Artist Award 1993 in der Kategorie „Outstanding Young Ensemble in a Motion Picture“ nominiert.